# Pyrgomorpha granosa
Pyrgomorpha granosa är en insektsart som beskrevs av Carl Stål 1876. Pyrgomorpha granosa ingår i släktet Pyrgomorpha och familjen Pyrgomorphidae. Inga underarter finns listade i Catalogue of Life.